# Österreichischer Bauherrenpreis 1987
Mit dem Österreichischen Bauherrenpreis der Zentralvereinigung der Architekten Österreichs wurden im Jahr 1987 die folgenden Projekte ausgezeichnet:
| Realisierung                                             | Bauherr | Planer |
| -------------------------------------------------------- | --- | --- |
| Naturwissenschaftliche Fakultät der Universität Salzburg | BM für Bauten u. Technik, MR. Arch. G. Buresch, BGV II Salzburg Bdir. HR J. Wesjak, Salzburger Bauträgergesellschaft Präsident LH-Stv. W. Radlegger, GF B. Stögner | Architektengruppe Universität Salzburg H. Ekhart, Wilhelm Holzbauer, S. Hübner, G. Ladstätter, H. Marschalek |
| Öffentlich geförderter Wohnbau in der Steiermark         | Amt der Steiermärkischen Landesregierung mit W. Dreibholz | |
| Einfamilienhaus in Graz                                  | L. Benedek | Volker Giencke                                                                                               |
| Vermessungsamt in Leibnitz                               | BM für Bauten u. Technik, Amt der Stmk. LR, Fachabt. IV B u. IV A, HR R. Reiter                                                                                    | Klaus Kada                                                                                                   |
| Seniorenclub ›Schwaz – Alter Stadtpark‹ in Schwaz        | Stadtgemeinde Schwaz mit Bürgermeister H. Danzl | Margarethe Heubacher-Sentobe                                                                                 |